# Mülverstedt
Mülverstedt est une ancienne commune allemande de l'arrondissement d'Unstrut-Hainich, Land de Thuringe.

## Géographie
Mülverstedt est à l'ouest du bassin de Thuringe, à l'est du Hainich. Une grande partie du territoire est la forêt du parc national de Hainich.
| Flarchheim                                         | Heroldishausen | Großengottern         |
|                                                    | Mülverstedt    | Schönstedt Weberstedt |
| Berka vor dem Hainich Bischofroda Lauterbach Mihla |                | Hörselberg-Hainich    |

## Histoire
Mülverstedt est mentionné pour la première fois en 1110 sous le nom de Mulverstete.
Pendant la guerre des Paysans allemands, ceux de Mülverstedt et Bad Langensalza s'associent et s'en prennent à l'abbaye de Homburg.
Pendant la guerre de Trente Ans, les troupes de Gottfried Heinrich zu Pappenheim pillent et violent puis les Suédois quatre ans après. En 1642, le château est incendié par les Suédois.